# پارک گون هیونگ (بازیگر، زاده ۱۹۷۷)
پارک گون هیونگ (کره‌ای: 박건형؛ زادهٔ ۱ نوامبر ۱۹۷۷) بازیگر اهل کره جنوبی است.
او در پی ایفای نقش شاهزاده دوجین در مجموعه تلویزیونی امپراتور بادها شناخته شده است.

## فیلم‌شناسی

### فیلم
- افسانهٔ رودخانه(۲۰۰۶)
- آقای حواس پرت(۲۰۰۶)
- منطقهٔ بی‌طرف(۲۰۰۴)
- مراحل بی گناه/ قدم های معصوم (۲۰۰۵)

### مجموعه تلویزیونی
- مادر شاغل و پدر خانه دار (2016)
- جونگ یی الهه آتش (۲۰۱۳) (MBC)
- سندرم (۲۰۱۲) (JTBC)
- سرزمین بادها (۲۰۰۸) (KBS2)
- وقتی بهار می‌آید (۲۰۰۷) (KBS2)